# E662
La ruta europea E662 és una carretera que forma part de la Xarxa de carreteres europees. Comença a Subotica (Sèrbia) i finalitza a Osijek (Croàcia). Té una longitud de 132 km. Té una orientació d'est a oest.